# La mano di Oberon
La mano di Oberon (The Hand of Oberon) è un romanzo fantasy, la quarta parte delle Cronache di Ambra, serie in 10 volumi creata da Roger Zelazny, autore statunitense più volte vincitore dei premi Hugo e Nebula.
Il romanzo è stato pubblicato per la prima volta nel 1976, sia a puntate su Galaxy Science Fiction sia in volume dalla Doubleday; nel 1999 venne edito in copertina morbida da Avon, in unico volume che comprende tutti i 10 libri della serie.
Il romanzo prosegue il racconto iniziato in Nove principi in Ambra, Le armi di Avalon e Il segno dell'Unicorno ed è seguito da Le corti del Caos;  Corwin è il protagonista dei cinque romanzi che costituiscono la prima parte del ciclo e che sono stati pubblicati in Italia, per la prima volta, dalla Libra.
Seguono altri cinque romanzi dove il protagonista è il figlio di Corwin.

## Trama
Corwin esplora la vera Ambra e scopre che la strada nera ha origine in un danno al Disegno primario. 
Viene a sapere che il danno può essere riparato con la Gemma del Giudizio, che deve recuperare dalla Terra.

### Edizioni
- Roger Zelazny, La mano di Oberon, collana Slan. Il meglio della fantascienza, traduzione di Roberta Rambelli, n. 49, Libra Editrice, 1980.

- Roger Zelazny, La mano di Oberon, collana Il libro d'oro della fantascienza, traduzione di Roberta Rambelli, n. 29, Roma, Fanucci Editore, 1989,  p. 196, ISBN 88-347-0113-5.